# ماریس وریکسون
ماریس وریکسون (انگلیسی: Maris Wrixon; ۲۸ دسامبر ۱۹۱۶ – ۱۶ اکتبر ۱۹۹۹) بازیگر اهل ایالات متحده آمریکا بود.